# 桑原博史
桑原 博史（くわばら ひろし、1933年〈昭和8年〉7月1日 - ）は、日本の国文学者、筑波大学名誉教授。

## 略歴
1956年東京教育大学卒業、1958年同大学院修士課程修了。
東洋大学助教授、東京教育大学助教授、筑波大学助教授、同言語文芸系教授、1997年定年。中古・中世物語文学を専攻したほか、『徒然草』についても研究、また高校生用参考書も執筆した。

## 著書
- 中世物語研究 住吉物語論考 二玄社 1967
- 中世物語の基礎的研究 資料と史的考察 風間書房 1969
- 明解古文問題集 三省堂 1972.3
- 明解古文 三省堂 1972.3
- 徒然草研究序説 明治書院 1976
- 徒然草 問題研究 三省堂 1976.3 (大学入試必修古典)
- 徒然草の鑑賞と批評 明治書院 1977.9
- 兼好法師 人生の達人 新典社 1983.7 (日本の作家)
- わかる国語1・2古文 三省堂 1986.3 (ビーコン基礎)
- 西行とその周辺 風間書房 1989.2

## 共編著・校訂
- 住吉物語集とその研究 未刊国文資料刊行会 1964
- 徒然草 兼好 福田秀一共編 大修館書店 1968
- 我が身にたとる姫君 橋本不美男共編 古典研究会 1975
- 無名草子 1976 (新潮日本古典集成)
- とりかへばや物語 全4冊・全訳注 1978-1979 (講談社学術文庫)
- 西行物語 全訳注　1981.4 (講談社学術文庫)
- 西行全歌集 新典社 1981-1982 (新典社叢書)
- おとぎ草子 全訳注 1982.8 (講談社学術文庫)
- 校注徒然草 新典社 1984.5 (新典社校注叢書)
- 子育て名言名話集 1-3 林四郎共著 フレーベル館 1985-1987
- 源道済集全釈 風間書房 1987.6 (私家集全釈叢書)
- 三省堂セレクト古語辞典 三省堂編修所共編 三省堂 1987.12
- 中世王朝物語全集 11 住吉物語 笠間書院 1995.10

## 記念論集
- 日本古典文学の諸相 勉誠社 1997.1

## 参考
- 『西行物語』の紹介文